# یوتی‌سی ۴:۳۰+

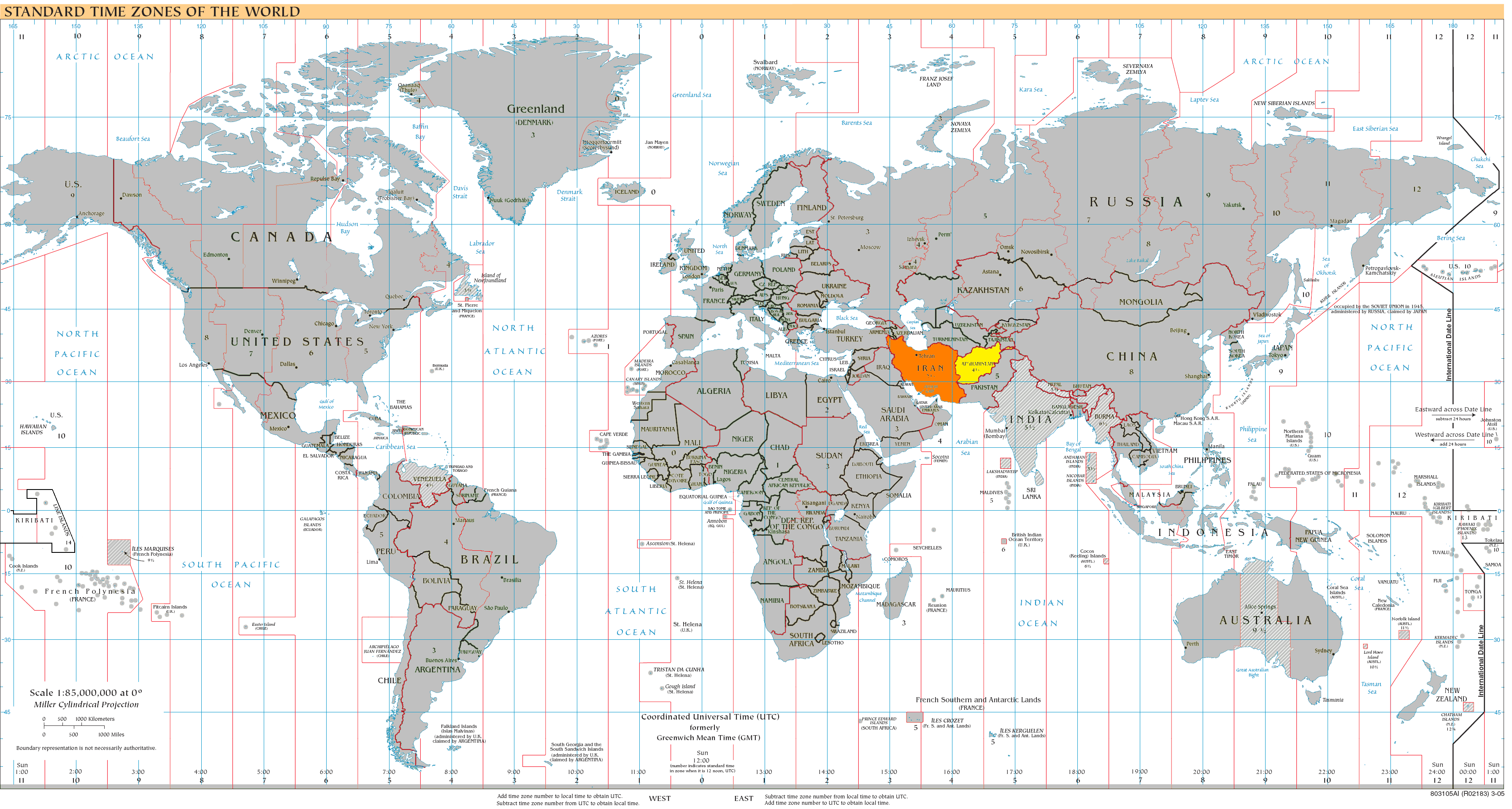
UTC+04:30: زرد (تمام سال)

یوتی‌سی ۴:۳۰+ (UTC+4:30) زمان‌بندی گرینویچ به اضافه ۴:۳۰، وقت نصف‌النهاری و ساعت رسمی افغانستان است.
اکنون ۰۷:۱۶ به وقت گرینویچ برابر با ۱۱:۴۶ به وقت نصف‌النهاری و رسمی افغانستان است.